# Armistice de Cormons

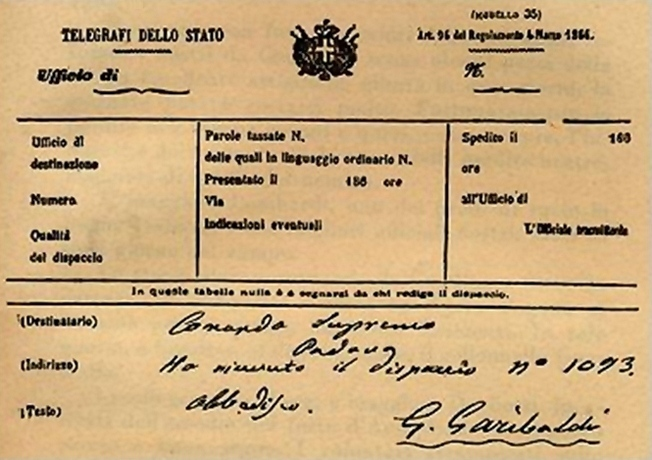
Télégramme de Garibaldi : "J'obéis".

L'armistice de Cormòns a été signé à Cormons le 12 août 1866, entre le royaume d'Italie, représenté par le général comte Agostino Petitti Bagliani di Roreto et l'empire d'Autriche, représenté par le général baron Karl Möring) et a été un prélude au traité de Vienne, qui a mis un terme à la troisième guerre d'indépendance italienne.
La paix définitive entre l'Italie et l'Autriche a été ratifiée le 3 octobre 1866 par le traité de Vienne, avec la médiation de Napoléon III. L'empire d'Autriche a reconnu officiellement le royaume d'Italie, et cédé la Vénétie (composée de Mantoue, de la vallée de la Vénétie et de l'ouest de la région Frioul) à l'Empire français, qui à son tour cédé à l'Italie. Il s'agissait de la fin de la division du royaume de Lombardie-Vénétie, la Lombardie a été cédée au royaume de Sardaigne par le traité de Zurich , en 1859.